# 鶏内一也
鶏内 一也（かいち かずや、12月19日 - ）は、日本の声優。広島県出身。

## 人物
俳協ボイスアクターズスクール、スターダス・21声優科出身。
以前はアーツビジョンに所属していた。
方言は広島弁。
趣味・特技はスポーツ観戦。 　

## 出演
太字はメインキャラクター。

### テレビアニメ
- いぬかみっ!（2006年、犬神A）
- スーパーロボット大戦OG -ジ・インスペクター-（2010年、アラド・バランガ[4]）
- バカとテストと召喚獣にっ!（2010年、黒崎トオル、FFF団B）

### OVA
- スーパーロボット大戦ORIGINAL GENERATION THE ANIMATION（2005年、アラド・バランガ）

### ゲーム
- スーパーロボット大戦シリーズ（2003年 - 2024年、アラド・バランガ）- 9作品[一覧 1]
- スーパーロボット大戦シリーズ（2003年 - 2014年、一般兵） - 11作品[一覧 2]

### ドラマCD
- スーパーロボット大戦ORIGINAL GENERATION THE SOUND CINEMA（アラド・バランガ）
- スーパーロボット大戦OG ジ・インスペクター ドラマCD VOL.1（アラド・バランガ）
- 無限のフロンティアEXCEED×スーパーロボット大戦OG スペシャルドラマCD「無限の扉絵」（不良B）

### 吹き替え
- DRAGONBALL EVOLUTION（ウィーヴァー）
- 地球が静止する日（ウィリアム）
- ミラーズ（ジミー）
- NUMB3RS（ダニエル）
- SLAP SHOT3（ツイーカー）

### その他活動
- 寓想雑貨店[6]
  - 第4回朗読公演『Evolution!?』（2008年）
  - 第5回朗読公演『変化球 ～ツーアウト満塁～』（2009年）
  - 第7回朗読公演『WISH』（2011年）
  - ぷち朗読公演『喫茶§寓想』（2011年）
  - 第8回公演『Butterfly ～てふてふ荘へようこそ～』（2012年）
  - ぷち朗読公演『喫茶◆寓想 vol.2』（2013年）
  - 第10回朗読公演『喫茶寓想本店 カフェロワイヤル』（2015年）
  - 第11回朗読公演『ビタミン☆ショット』（2016年）

### シリーズ一覧
1. ↑  『第2次α』（2003年）、『第3次α』（2005年）、『ORIGINAL GENERATIONS』『OG外伝』（2007年）、『第2次OG』（2012年）、『INFINITE BATTLE』[5]（2013年）、『ムーン・デュエラーズ』（2016年）、『X-Ω』（2019年）、『DD』（2022年 - 2024年）
2. ↑  『Scramble Commander』（2003年）、『MX』『GC』（2004年）、『MX PORTABLE』（2005年）、『XO』（2006年）、『A PORTABLE』『Z』（2008年）、『NEO』（2009年）、『第2次Z 破界篇』（2011年）、『第2次Z 再世篇』（2012年）、『第3次Z 時獄篇』（2014年）